# 克里斯·布朗 (摔跤运动员)
克里斯·布朗（英語：Chris Brown，1963年—），澳大利亚男子摔跤运动员。他曾代表澳大利亚参加1982年英联邦运动会摔跤比赛，获得一枚银牌。他也曾参加1980年、1984年、1988年、1992年和1996年夏季奥林匹克运动会。